# Neuendorf A
Neuendorf A este o comună din landul Mecklenburg-Pomerania Inferioară, Germania.